# Четь дьяка Варфоломея Иванова
Четь дьяка Варфоломея Иванова — один из приказов Русского царства, в записных книгах упоминается с 1596 года по 1599 год. Названа по имени присутствовавшего в ней дьяка.
Четь — от слова четверть. После взятия Казани к существовавшим Владимирской, Новгородской и Рязанской третям добавилось Царство Казанское. Административные единицы начали называться четверть, или четь, например, Галицкая четь.
Четь управляла Сибирскими делами после Посольского приказа. В 1599 году дела по управлению Сибирью были переданы Приказу Казанского дворца.